# Tomsk Avia
Tomskavia (En ruso: Томск Авиа) es una aerolínea basada en Tomsk, Rusia. Ofrece servicios de pasajeros, carga y chárteres. Su base es el Aeropuerto de Tomsk-Bogashevo(UNTT). Tomsk Avia se fundó luego de que la división de Aeroflot llamada Aeroflot-Tomsk empezara a operar como una aerolínea independiente.

## Historia
La historia de Tomsk Avia se remonta a los años 30 del siglo pasado, cuando se empezaron a realizar vuelos en la región de Kolpashevo.
En diciembre de 1939 la compañía inicia vuelos entre Kolpashevo y las ciudades importantes de Siberia Occidental, dando buenos resultados gracias a que se estaba empezando a industrializar la zona y no había un transporte rápido para transportar a los obreros desde otras ciudades. Entre 1932 y 1933 la compañía inicio vuelos entre Novosibirsk y Kolpashevo, durante este tiempo el aeropuerto base se trasladó a un aeródromo de hielo en Obi. Fue ahí donde aterrizó el primer P-5 propiedad de la aerolínea, avión que en adelante cubriría la ruta hacia Novosibirsk. Entre 1934-1935 fue construida la primera pista de aterrizaje asfaltada de Kolpashevo. 

Durante la Segunda Guerra Mundial, los aeropuertos fueron utilizados únicamente por la Fuerza Aérea. Durante este periodo se instaló una estación meteorología en el aeropuerto. 
El inicio de la aviación a gran escala en la ciudad de TOmsk fue en 1947, cuando se construyó el primer aeródromo de la Ciudad. Durante ese tiempo la flota disponía de viejos aviones Po-2. En 1952 estos se complementaron con aviones Antonov An-2, en 1953 Yakovlev Yak-12 en configuración de pasajeros y en 1956 recibieron Mil Mi-1 y Mil Mi-4, estos fueron utilizados para operaciones especiales.
En el año 1967 la aerolínea movió su base al Aeropuerto de Bogashevo. 5 años después la aerolínea fue dotada de 2 Antonov An-24 y en 1976 de 2 Antonov An-26 diseñados para transportar carga.
La historia reciente de la aerolínea se remonta a 1991, cuando se produjo una reorganización total de la aviación en Rusia al haberse dividido Aeroflot en cientos de pequeñas compañía regionales, una de ellas fue Kolpashevo Air Enterprise. A finales de los años 90 debido a un colapso general de la economía rusa, el volumen del transporte aéreo y los trabajos aéreos bajaron a su mínimo, lo que puso a la aerolínea al borde de la bancarrota, lo cual fue una situación realmente difícil ya que era la única transportista aérea de la región.
Tomsk Avia no fue la excepción de esto. La flota de aeronaves con aeronavegabilidad certificada de la compañía se redujo a un Antonov An-24, un Mil Mi-8 y dos Yakovlev Yak-40. Un Tupolev Tu-154 fue arrendado a la compañía S7 Airlines. En el 1997 por iniciativa del gobierno de la región, Kolpashevo Air Enterprise fue fusionada con Strezhevoy Airlines, dando como resultado una compañía con el objetivo de aumentar el volumen del transporte aéreo en la región y de proporcionar empleos a los habitantes de la ciudad. Así, en 1999 se fundó Tomsk Avia, una aerolínea regional que tiene sus bases en los aeropuertos de Kolpashevo y Strezhevoy.
Para 2004 más de la mitad de la flota, incluyendo helicópteros, estaba siendo puesta en mantenimiento para iniciar operaciones un año después con un vuelo hacia Novosibirsk y varios vuelos turísticos en helicóptero por Siberia.

## Servicios
Tomskavia es una de las principales aerolíneas de la región de Siberia, la mayoría de sus servicios tienen origen o destino en el Aeropuerto de Tomsk-Bogashevo. La aerolínea opera con aeronaves de fabricación soviética, algunas de ellas configuradas como vip. Aparte del servicio de pasajeros, Tomskavia ofrece también servicios de carga y vuelos chárter a nivel nacional, desde los aeropuertos de Novosibirsk, Omsk y Tomsk.

## Información de Códigos
ICAO: TSK
Indicativo: TOMSK-AVIA

## Destinos
- Tomsk Hub

- Surgut

- Omsk

- Nizhnevartovsk

- Strezhevoy

- Novosibirsk

## Flota
- 1 Antonov An-12

- 7 Antonov An-24

- 4 Antonov An-26

- 4 Yakovlev Yak-40

## Estadísticas
| Año  | Volumen de tráfico de pasajeros por kilómetro | Volumen por millar | Cantidad de mercancías (Toneladas) |
| ---- | --------------------------------------------- | ------------------ | ---------------------------------- |
| 2004 | 105 319 000                                   | 153 500            | 571                                |
| 2005 | 76 315 000                                    | 113 700            | 463                                |
| 2006 | 66 586                                        | 99 100             | 389                                |

## Incidentes
- El 28 de septiembre de 2010, el vuelo 5010 de Tomskavia, operado por un An-24RV, que cubría la ruta Strezhevoy-Tomsk con 31 pasajeros a bordo, recibió una alerta de fuego en el motor derecho, la tripulación apago el motor y activo el sistema contra incendios. El avión llegó seguro a tierra, una inspección del avión reveló que nunca hubo fuego en dicho motor. No hubo heridos entre los 31 pasajeros a bordo.